# Siegfried Seidel-Dittmarsch

Siegfried Seidel-Dittmarsch, 1933

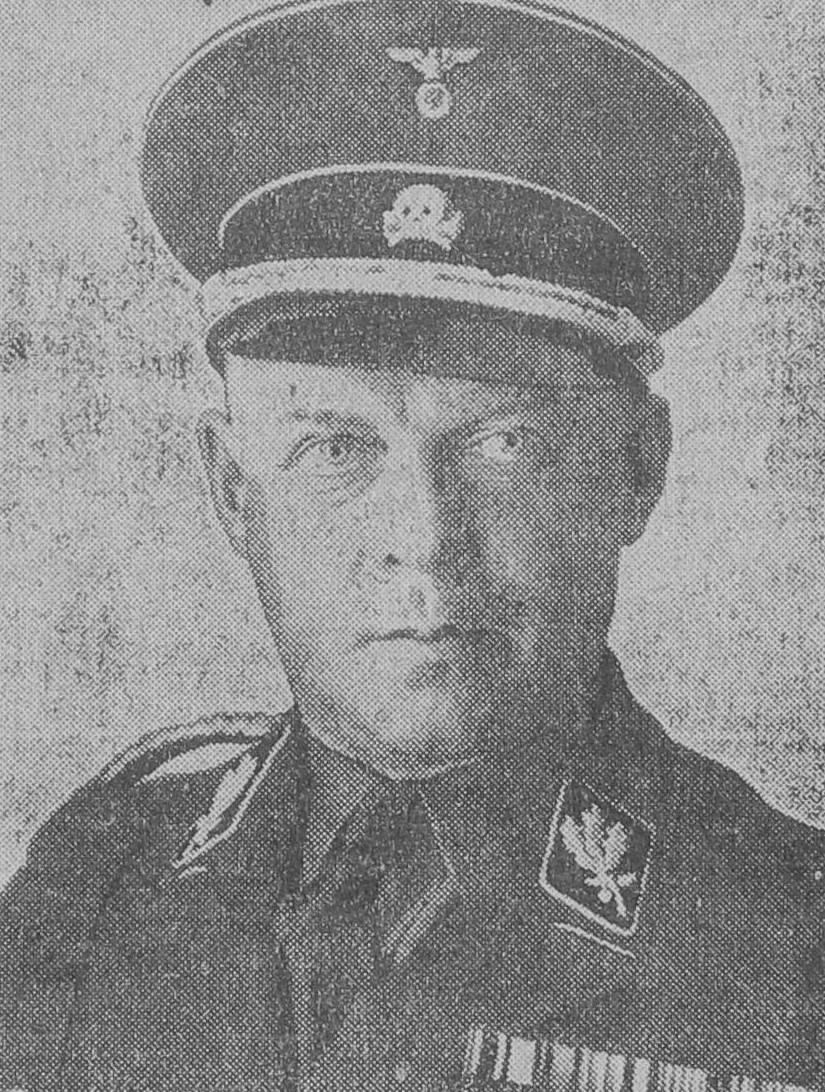
Siegfried Seidel-Dittmarsch, um 1934

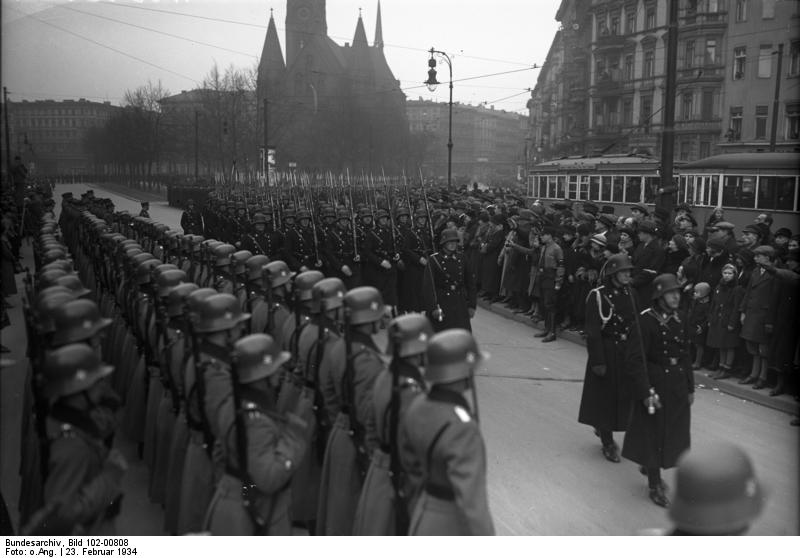
Beisetzung Seidel-Dittmarschs

Siegfried Seidel-Dittmarsch (* 4. Januar 1887 in Pammin, Landkreis Arnswalde; † 20. Februar 1934 in Berlin) war ein deutscher Politiker (NSDAP).

## Leben
Seidel-Dittmarsch besuchte die Volksschule, später das Luisenstädtische Gymnasium in Berlin. Nach dem Abitur begann er eine Karriere als Berufsoffizier in der Preußischen Armee. 1906 wurde er Leutnant im Infanterie-Regiment „von Stülpnagel“ (5. Brandenburgisches) Nr. 48 in Küstrin. Dort wurde er später Adjutant.
Im Ersten Weltkrieg kämpfte Seidel-Dittmarsch an der Front, wo er schwer verwundet wurde. Später wurde er in verschiedenen höheren Stäben beschäftigt (Generalkommando, Armeeoberkommando). Nach dem Krieg wurde er Referent im Preußischen Kriegsministerium und im Reichswehrministerium. 1921 schied er aus eigenem Wunsch im Rang eines Majors aus der Reichswehr aus. Seinen Lebensunterhalt bestritt er in den folgenden Jahren durch kaufmännische Tätigkeit in gewerblichen und industriellen Betrieben.
1931 trat er der SA und der NSDAP bei, Gau Berlin. Zum 12. Dezember 1931 wurde er SS-Truppführer z.b.V. des SS-Abschnitts III (Berlin-Brandenburg) und fungierte ab Mai 1932 formell als Sekretär des Landtagsabgeordneten Kurt Daluege, dem Leiter der SS der SS-Gruppe Ost. In der SS machte Seidel-Dittmarsch dann schnell eine Karriere und wurde am 24. Dezember 1932 SS-Oberführer, welches in etwa dem Dienstrang eines Obersts entsprach. Schon im Juli 1932 wurde Seidel-Dittmarsch als Kandidat der NSDAP für den Wahlkreis 4 (Potsdam I) in den Reichstag gewählt, dem er zunächst bis zum November 1932 angehörte. Bei der Reichstagswahl vom November verlor er sein Mandat zunächst wieder. Bereits bei der Reichstagswahl vom März 1933 konnte Seidel-Dittmarsch als Abgeordneter für seinen alten Wahlkreis in den Reichstag zurückkehren, dem er in der Folge bis zu seinem Tod im Februar 1934 angehörte.
Zu Weihnachten 1932 und ab 1. Juni 1933 mit dem Rang eines SS-Gruppenführers ausgestattet wurde Seidel-Dittmarsch Chef des Führungsstabes beim Reichsführer der SS der NSDAP, Heinrich Himmler. Er folgte in dieser Funktion direkt dem Juristen Ernst Bach nach, der wiederum für einige Monate mit Walter Graeschke die SS in Österreich neu organisierte. Daneben hatte er das Amt eines Preußischen Staatsrates inne und war Inspektor Mitte der Obersten SA-Führung. Nach Bastian Hein war Seidel-Dittmarsch eine der führenden Schlüsselfiguren der SS. Im Winter 1933 erkrankte Seidel-Dittmarsch schwer.
Siegfried Seidel-Dittmarsch starb 1934 im Alter von 47 Jahren in Berlin und wurde auf dem Alten St.-Matthäus-Kirchhof in Schöneberg beigesetzt. Im Zuge der von den Nationalsozialisten 1938/1939 durchgeführten Einebnungen auf dem Friedhof wurden seine sterblichen Überreste auf den Südwestkirchhof Stahnsdorf bei Berlin umgebettet. Sein Amtsnachfolger wurde Curt Wittje. Die 54. SS-Standarte (Landsberg/Warthe) führte seit Dezember 1934 den Ehrentitel Seidel-Dittmarsch.

## Zeitgenössische Literatur
- Reichsleitung der NSDAP (Hrsg.): Nationalsozialistisches Jahrbuch 1933, 7. Jahrgang, Druck M. Müller & Sohn München, Verlag Frz. Eher Nachf., München 1933, S. 158.
- Büro des Reichstags (Hrsg.): Reichstags-Handbuch IX. Wahlperiode 1933, Reichsdruckerei, Berlin 1933, S. 326.